# Turn- und Sportverein Düdingen
Il Turn- und Sportvereins Düdingen è una società di pallavolo femminile, con sede a Düdingen: milita nel campionato svizzero di Lega Nazionale A.

## Storia
Il Turn- und Sportvereins Düdingen nasce nel 1928. Il club trascorre gran parte della propria storia nelle categorie minori del campionato svizzero fino al 2008, quando debutta nella massima divisione, la Lega Nazionale A. Nel 2015 vince il primo trofeo della propria storia, trionfando in Supercoppa svizzera.

## Rosa 2018-2019
| N° | Nome            | Ruolo | Data di nascita   | Nazionalità sportiva |
| -- | --------------- | ----- | ----------------- | -------------------- |
| 1  | Noemi Portmann  | L     | 14 marzo 2001     | Svizzera             |
| 2  | Kerley Becker   | C     | 20 settembre 1986 | Brasile              |
| 3  | Danielle Harbin | O     | 2 settembre 1995  | Stati Uniti          |
| 4  | Zora Widmer     | P     | 12 aprile 1994    | Svizzera             |
| 5  | Thays Deprati   | L     | 14 aprile 1992    | Svizzera             |
| 6  | Brianna Beamish | S     | 4 settembre 1993  | Canada               |
| 7  | Francine Marx   | C     | 18 aprile 1998    | Svizzera             |
| 8  | Samira Sulser   | C     | 22 dicembre 1995  | Svizzera             |
| 9  | Kristel Marbach | P     | 14 novembre 1988  | Svizzera             |
| 11 | Sarina Brunner  | S     | 8 luglio 1997     | Svizzera             |
| 12 | Léa Zurlinden   | S     | 20 agosto 2001    | Svizzera             |
| 13 | Inès Granvorka  | S     | 13 agosto 1991    | Svizzera             |
| 14 | Mona Rottaris   | S     | 28 ottobre 1997   | Svizzera             |
| 16 | Zoé Kressler    | P     | 6 ottobre 2000    | Svizzera             |
| 17 | Sabel Moffett   | C     | 12 novembre 1987  | Stati Uniti          |

## Palmarès
- Supercoppa svizzera: 1

2015